# Rozhledna Velké rašeliniště Ķemeri
Rozhledna Velké rašeliniště Ķemeri, nebo rozhledna Velké vřesoviště Ķemeri, lotyšsky Skatu tornis Lielais Ķemeru tīrelis, je dřevěná příhradová rozhledna. Nachází se ve Velkém rašeliništi Ķemeri (Lielais Ķemeru tīrelis), v Národním parku Ķemeri (Ķemeru nacionālais parks), jiho-jihozápadně od lázeňského města Ķemeri, v kraji Tukums, v Kurzeme, v Lotyšsku.

## Další informace
Rozhledna Velké rašeliniště Ķemeri je atrakcí Národního parku Ķemeri je celoročně volně přístupná. Nachází se na okružní naučné stezce Ķemeru purva laipa postavené na dřevěných chodnících. Nezastřešená rozhledna má výšku 4 m a nabízí výhledy po divoké mokřadní přírodě. Výstup na rozhlednu je po schodech.

## Galerie

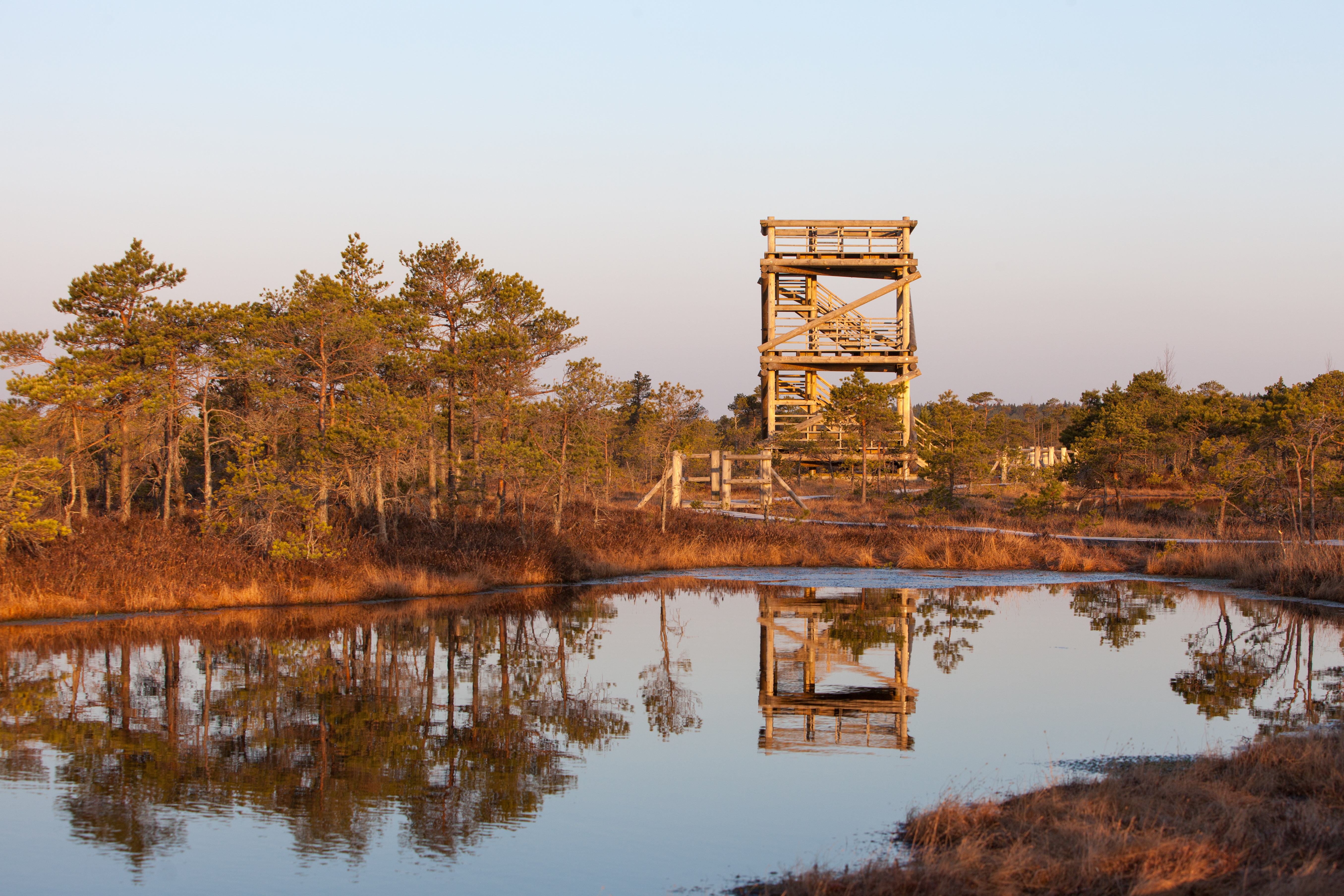
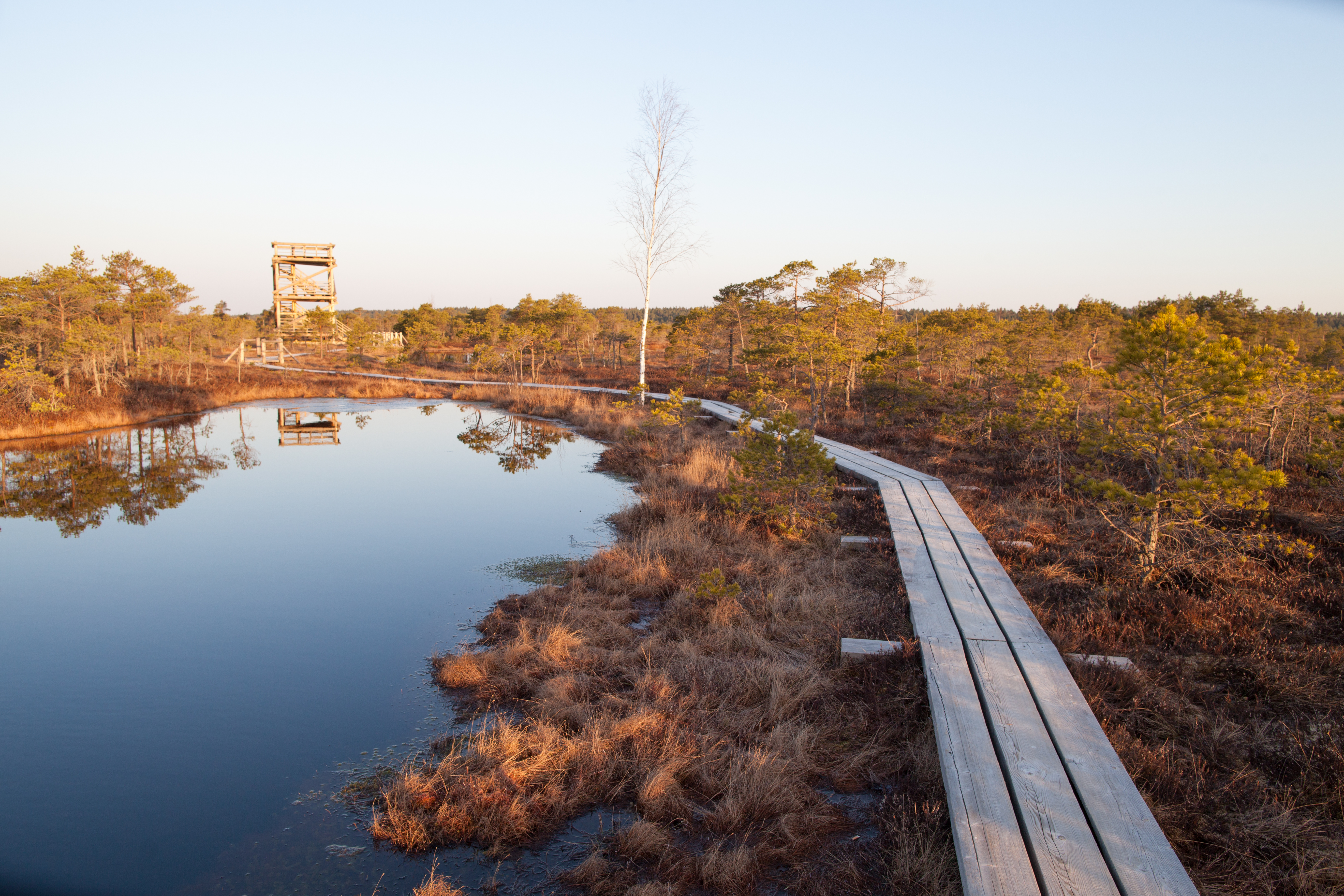
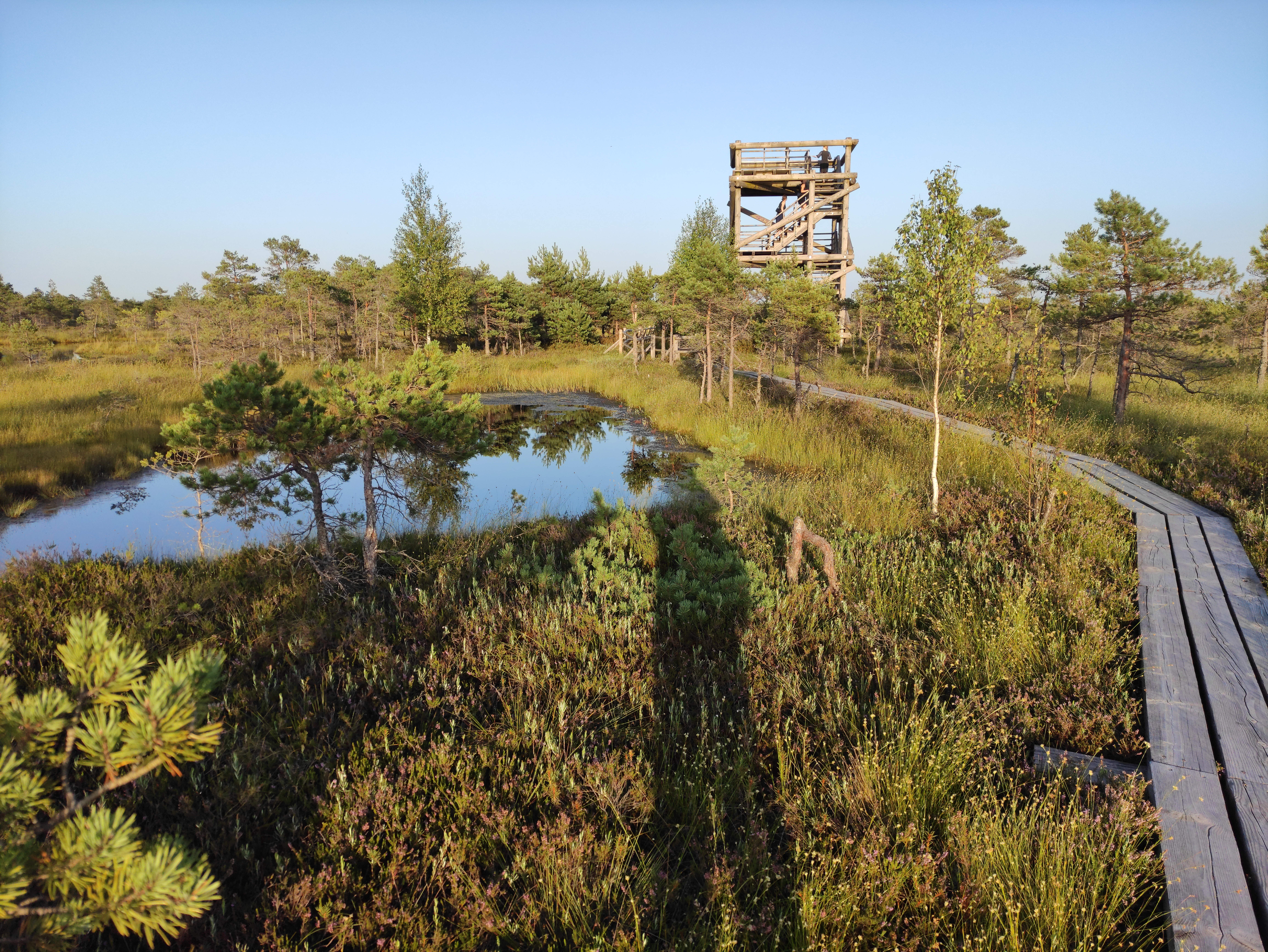
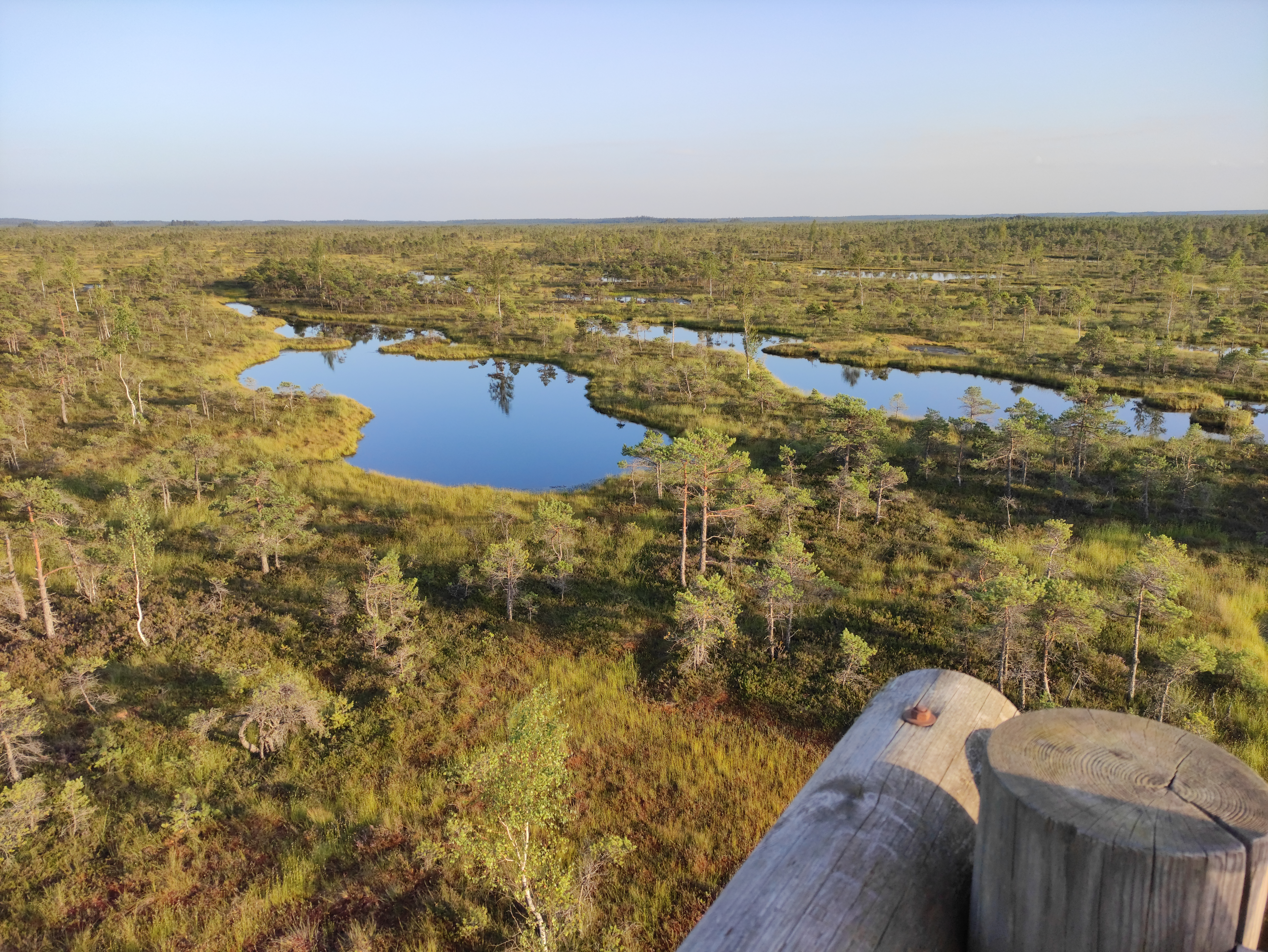
Vyhlídka z rozhledny
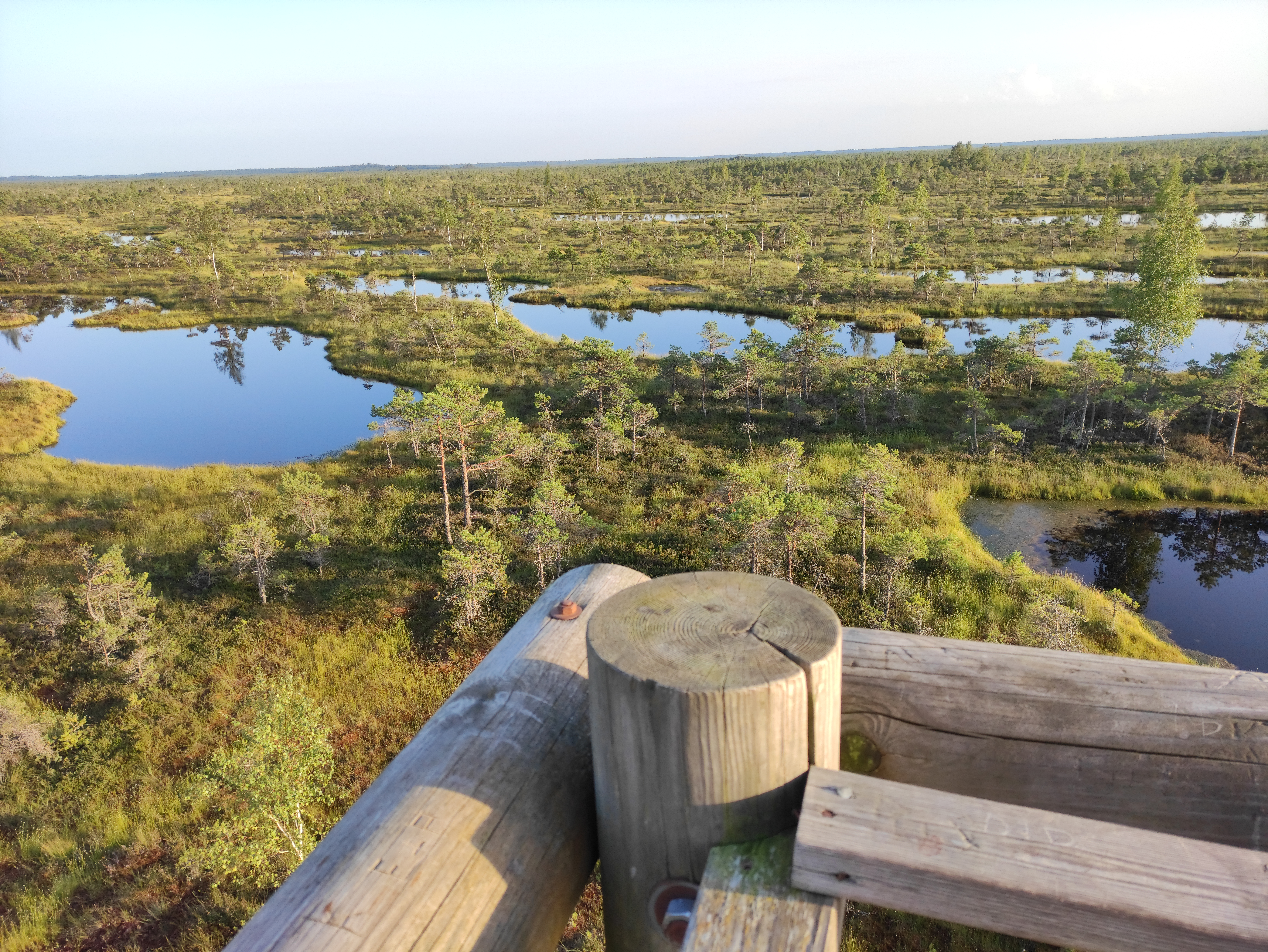
Vyhlídka z rozhledny